# Mé (Fluss)
Der Mé ist ein Küstenfluss in der Elfenbeinküste.

## Verlauf
Der Fluss hat seine Quellen nordöstlich von Adzopé, im Nordosten des Distrikts Lagunes. Er fließt in südliche Richtung. Etwa nach der Hälfte des Weges, nimmt er von rechts den Mafou, seinen wichtigsten Nebenfluss, auf. Bald darauf bildet er die Grenze zwischen dem Distrikt Lagunes und dem Autonomen Distrikt Abidjan. Der Mé mündet schließlich im Foret Classee de la Nguechie, östlich der Stadt Abidjan, in die Potou-Lagune, einen Ausläufer der Ébrié-Lagune.

## Hydrometrie
Die Durchflussmenge des Mé wurde an der hydrologischen Station Lobo Akouzin bei knapp einem Drittel des Einzugsgebietes, über die Jahre 1983 bis 1985 gemittelt, in m³/s gemessen.